# Métodos ab initio (física nuclear)
| Física nuclear • Núcleo • Nucleones (p, n) • Materia nuclear • Fuerza nuclear • Estructura nuclear • Procesos nucleares |

En física nuclear, los métodos ab initio buscan describir el núcleo atómico de abajo hacia arriba, es decir, resolviendo la ecuación de Schrödinger no relativista para todos los nucleones constituyentes y las fuerzas existentes entre ellos. Esto se hace exactamente para núcleos muy ligeros (hasta cuatro nucleones) o empleando ciertas aproximaciones bien controladas para núcleos más pesados. Constituyen un enfoque más fundamental en comparación con, por ejemplo, el modelo de capas nuclear. Los avances recientes han permitido el tratamiento ab initio de núcleos más pesados, como el de níquel.

## Fundamentación
Un desafío importante en el tratamiento ab initio surge de las complejidades de la interacción en el interior de los núcleos. Se cree que la fuerza nuclear fuerte surge de la interacción nuclear fuerte descrita por la cromodinámica cuántica (CDC), pero no es determinante en el régimen de baja energía relevante para la física nuclear. Esto hace que el uso directo de la CDC para la descripción de las interacciones entre núcleos sea muy difícil (véase retículo CDC), y en su lugar se deben usar otras consideraciones. Los modelos más sofisticados disponibles se basan en teoría del campo efectivo quiral. Esta teoría de campo efectivo (TCE) incluye todas las interacciones compatibles con las simetrías de la CDC, ordenadas por el tamaño de sus contribuciones. Los grados de libertad en esta teoría dependen de los nucleones y los piones, en vez de los cuarks y los gluones considerados en la CDC. La teoría efectiva contiene parámetros llamados constantes de baja energía, que pueden determinarse a partir de datos dispersos.
La TCE quiral implica la existencia de las fuerzas entre numerosos cuerpos, en particular la interacción de tres nucleidos, que se sabe que es un elemento esencial en el problema nuclear en el que intervienen muchos cuerpos.
Después de plantear un sistema de ecuaciones Hamiltoniano {\displaystyle H} (basado en la TCE quiral u otros modelos), se debe resolver la ecuación de Schrödinger:
{\displaystyle H\vert {\Psi }\rangle =E\vert {\Psi }\rangle ,}
donde {\displaystyle \vert {\Psi }\rangle } es la función de onda de muchos cuerpos de los A nucleones que forman parte de un núcleo atómico. Se han ideado varios métodos ab initio para encontrar numéricamente soluciones a esta ecuación:
- Función de Green de Montecarlo (GFMC)[3]
- Modelo de recubrimiento sin núcleo (NCSM)[4]
- Agregado acoplado (coupled cluster o CC)[5]
- Función de Green autoconsistente (SCGF)[6]
- Grupo de renormalización de similitud en medio (IM-SRG)[7]